# Бэд-трип
Бэд-трип (англ. bad trip — «плохой трип») — сленговое выражение, описывающее негативные, потенциально опасные для психики переживания, которые могут возникать во время психоделического опыта, обычно вызванного приёмом психоактивных веществ группы психоделиков, таких как ЛСД, ТГК (активное вещество марихуаны), сальвинорин А (активное вещество шалфея предсказателей), мескалин (активное вещество кактусов пейотль и Сан-Педро) или псилоцибин (активное вещество галлюциногенных грибов рода псилоцибе).
В психиатрии бэд-трип рассматривается как субъективно чрезвычайно неприятный транзиторный психоз либо как состояние «интоксикации галлюциногенами» (согласно терминологии МКБ-11).

## Проявления и психоделическая терапия
Проявления могут включать чувство сильного беспричинного беспокойства, необъяснимый страх, приступы паники, ощущения заточённости или переживание уничтожения собственного «Я». К примеру, употребивший психоделик может испытывать ощущение, что «сходит с ума», либо видеть неприятные галлюцинации, например пауков, ползающих по коже. Внешние проявления бэд-трипа могут выражаться в опасном поведении, например в беге по оживлённой улице.
В целом, с точки зрения психоделической терапии, эти переживания не обязательно должны рассматриваться только в негативном аспекте, поскольку во многих случаях они позволяют проработать сложный подсознательный материал в психике и могут являться единственным возможным способом это сделать[страница не указана 2544 дня]. Потенциал психоделической терапии как раз и заключается в способности достигать подобных состояний и прорабатывать такой материал, например, связанный с глубокими психологическими травмами из детства[страница не указана 2544 дня].
Подобные эксперименты нужно проводить с опытным человеком — трип-ситтером (от англ. «-sitter» — тот, кто присматривает за кем-либо) — и очень опасно проводить одному, особенно в неподготовленном состоянии и в недружественном сеттинге.

## Причины бэд-трипов
Самая частая причина бэд-трипов — неподготовленность человека к психоделическому опыту. В случаях, к примеру, когда ранее человек использовал только малые дозы психоделиков или другие психоактивные вещества, не относящиеся к психоделикам; когда человек ожидал от психоделического опыта нечто иное, чем то, что получил. Также бэд-трип может возникнуть при отсутствии опыта употребления психоактивных веществ.

## Помощь при бэд-трипе
При бэд-трипе задача ситтера — словами успокоить принявшего психоделик, иногда для эффективности можно дать лёгкий транквилизатор, а также применить гипноз.

## Распространённость бэд-трипов
Бэд-трипы возникают приблизительно у 25 % лиц, употребляющих галлюциногены.